# 村重寧
村重 寧（むらしげ やすし、1937年11月10日 - ）は、日本の美術史学者。専門は日本美術史。早稲田大学名誉教授。

## 来歴・人物
1956年東京都立武蔵丘高等学校卒業。1962年早稲田大学第一文学部美術史専修卒業、1964年同大学大学院文学研究科美術史学専攻修士課程修了、1967年同博士課程単位取得満期退学。1964年早稲田大学文学部助手。1967年東京国立博物館学芸部資料課研究員（文部技官）、1968年同法隆寺宝物館研究員、1979年同学芸部美術課主任研究官、1985年同絵画室長、1989年同美術課長、1992年同企画課長。その間、女子美術大学、東京大学、筑波大学など非常勤講師。1994年早稲田大学文学部美術史専修教授、2008年早稲田大学文学学術院定年退職。1996年から2006年文化庁文化財保護審議会専門委員。
専門は日本絵画史、特に俵屋宗達をはじめとする琳派や、絵巻物などのやまと絵。父は美術史家の奥平英雄。

## 著作
- 『宗達（東洋美術選書11）』三彩社、1970年
- 『信貴山縁起絵巻　国宝絵巻（双書美術の泉39）』岩崎美術社、1979年
- 『琳派の意匠　雅びのルネッサンス』（日本の美と文化14）講談社、1982年
- 『和泉市久保惣記念美術館　伊勢物語絵巻研究』和泉市久保惣記念美術館、1986年
- 『日本の美術298 信貴山縁起と粉河寺縁起』至文堂、1991年
- 『宗達・光琳・抱一―琳派』（江戸名作画帖全集6）駸々堂出版、1993年
- 『文様の歳時記　秋二』（続・日本の意匠8）京都書院、1994年
- 『文様の歳時記　春二』（続・日本の意匠2）京都書院、1995年
- 『文様の歳時記　夏二』（続・日本の意匠5）京都書院、1995年
- 『日本の美術387 天皇と公家の肖像』至文堂、1998年
- 『日本の美術461 宗達とその様式』至文堂、2004年
- 『もっと知りたい俵屋宗達―生涯と作品』東京美術、2008年

## 編著・共編
- 『長谷雄草紙・絵師草紙』（日本絵巻大成11）中央公論新社、1977年
- 『紫式部日記絵詞』（日本絵巻大成9）中央公論新社、1978年
- 『一遍上人絵伝』（日本絵巻大成別巻）中央公論新社、1978年
- 『瀟洒な装飾美―江戸初期の花鳥』（花鳥画の世界5）学習研究社、1981年
- 『洛中洛外　一』（近世風俗図譜3）小学館、1983年
- 『花鳥　一』（琳派1）紫紅社、1989年
- 『花鳥　二』（琳派2）紫紅社、1990年
- 『宗達と光琳』（日本美術全集18）講談社、1990年
- 『風月・鳥獣』（琳派3）紫紅社、1991年
- 『人物』（琳派4）紫紅社、1991年
- 『綜合』（琳派5）紫紅社、1992年
- 『宗達・光琳』（水墨画の巨匠6）講談社、1994年
- 『やまと絵―日本絵画の原点』（別冊太陽日本の心201）平凡社、2012年

## 記念論集
- 『日本美術史の杜 村重寧先生星山晋也先生古稀記念論文集』村重寧先生星山晋也先生古稀記念論文集編集委員会編、竹林舎、2008年